# أوسكار ساول
أوسكار ساول (بالإنجليزية: Oscar Saul)‏ هو كاتب سيناريو أمريكي، ولد في 26 ديسمبر 1912 في نيويورك في الولايات المتحدة، وتوفي في 23 مايو 1994.

## وصلات خارجية
- أوسكار ساول على موقع IMDb (الإنجليزية)
- أوسكار ساول على موقع ألو سيني (الفرنسية)
- أوسكار ساول على موقع أول موفي (الإنجليزية)
- أوسكار ساول على موقع قاعدة بيانات برودواي على الإنترنت (الإنجليزية)
- أوسكار ساول على موقع قاعدة بيانات الأفلام السويدية (السويدية)
- أوسكار ساول على موقع قاعدة بيانات الفيلم (الإنجليزية)
- أوسكار ساول على موقع كينوبويسك (الروسية)